# Șeinoiu
Șeinoiu – wieś w Rumunii, w okręgu Călărași, w gminie Tămădău Mare. W 2011 roku liczyła 288 mieszkańców.